# 肯特街站
肯特街站（英語：Kent Street station）是位于马萨诸塞州布鲁克莱恩的地面轻轨站。车站在灯塔街行车道之间的分隔带中，波士顿轻轨绿线C支线列车在此站停靠。车站两座側式月台交错分布于鲍威尔街两侧，车站并不是无障碍车站。

## 车站结构
| G 街道/站台层 | 侧式站台，右侧开门 | 侧式站台，右侧开门          |
| G 街道/站台层 | 出城               | 往克利夫兰环岛 （圣保罗街） |
| G 街道/站台层 | 入城               | 往波士顿北站 （霍伊斯街）   |
| G 街道/站台层 | 侧式站台，右侧开门 |                             |